# Teoria di Hodge
In matematica, la teoria di Hodge, che prende il nome da William Hodge, è un modo di studiare le forme differenziali su una varietà liscia {\displaystyle M}. In termini più specifici, cerca di comprendere le conseguenze sui gruppi di coomologia di {\displaystyle M}, a coefficienti reali, a seguito di una teoria di equazioni alle derivate parziali su operatori laplaciani generalizzati associata a una metrica riemanniana su {\displaystyle M}.
La teoria fu sviluppata da Hodge negli anni trenta come estensione della coomologia di de Rham, e trova applicazione soprattutto in tre campi:
- varietà riemanniane;
- varietà kähleriane;
- geometria algebrica delle varietà proiettive complesse, e, più genericamente, teoria dei motivi.

Inizialmente, si richiedeva che {\displaystyle M} fosse una varietà senza bordo compatta. In tutti e tre i campi la teoria di Hodge si è dimostrata assai feconda, perfezionata e arricchita da Kunihiko Kodaira (sia in Giappone sia all'Institute for Advanced Study di Princeton, sotto l'influenza di Hermann Weyl) e da molti altri in seguito.

## Applicazioni ed esempi

### Coomologia di de Rham
La formulazione originale della teoria di Hodge riguardava il complesso di de Rham. Se {\displaystyle M} è una varietà compatta orientabile, dotata di una metrica liscia {\displaystyle g} e {\displaystyle \Omega ^{k}(M)} è il fascio delle forme differenziali lisce di grado {\displaystyle k} su {\displaystyle M}, il complesso di de Rham è la successione degli operatori differenziali
{\displaystyle 0\rightarrow \Omega ^{0}(M){\xrightarrow {\mathrm {d} _{0}}}\Omega ^{1}(M){\xrightarrow {\mathrm {d} _{1}}}\cdots {\xrightarrow {\mathrm {d} _{n-1}}}\Omega ^{n}(M){\xrightarrow {\mathrm {d} _{n}}}0}
dove {\displaystyle \mathrm {d} _{k}} denota la derivata esterna su {\displaystyle \Omega ^{k}(M)}. La coomologia di de Rham è dunque la successione di spazi vettoriali
{\displaystyle H^{k}(M)={\frac {\ker(\mathrm {d} _{k})}{\mathrm {im} \,(\mathrm {d} _{k-1})}}.}
Si può anche definire l'aggiunto formale {\displaystyle \delta } dell'operatore {\displaystyle \mathrm {d} },chiamato codifferenziale, come segue. Per tutti gli {\displaystyle \alpha \in \Omega ^{k}(M),\beta \in \Omega ^{k+1}(M)} si richiede che
{\displaystyle \int _{M}\langle \mathrm {d} \alpha ,\beta \rangle _{k+1}\,dV=\int _{M}\langle \alpha ,\delta \beta \rangle _{k}\,dV}
dove {\displaystyle \langle -,-\rangle _{k}} è la metrica indotta su {\displaystyle \Omega ^{k}(M)}. Il laplaciano di Hodge è quindi definito come {\displaystyle \Delta =\mathrm {d} \delta +\delta \mathrm {d} }; è lecito quindi definire lo spazio delle forme armoniche
{\displaystyle {\mathcal {H}}_{\Delta }^{k}(M)=\{\alpha \in \Omega ^{k}(M)\mid \Delta \alpha =0\}.}
Dato che {\displaystyle \mathrm {d} {\mathcal {H}}_{\Delta }^{k}(M)=0}, esiste un'applicazione lineare canonica {\displaystyle \varphi :{\mathcal {H}}_{\Delta }^{k}(M)\rightarrow H^{k}(M)}, che per il teorema di Hodge nella versione classica è un isomorfismo di spazi vettoriali. In altre parole, per ogni classe di coomologia di de Rham su {\displaystyle M}, c'è un unico rappresentante armonico.
Una delle conseguenze più importanti di questa affermazione è che i gruppi di coomologia di de Rham su una varietà compatta hanno dimensione finita; questo segue dal fatto che gli operatori di tipo laplaciano solo ellittici, ed il nucleo di un operatore ellittico su di una varietà compatta è sempre finito-dimensionale.

### Teoria di Hodge su complessi ellittici
In generale, la teoria di Hodge si applica ad ogni complesso ellittico su una varietà compatta.
Siano {\displaystyle E_{0},E_{1},\dots ,E_{N}} fibrati vettoriali, dotati di metriche, definiti su di una varietà compatta {\displaystyle M} con forma volume {\displaystyle d\theta }.
Supponiamo che
{\displaystyle L_{i}:\Gamma (E_{i})\rightarrow \Gamma (E_{i+1})}
siano operatori differenziali sulle sezioni {\displaystyle \Gamma (-)} di questi fibrati vettoriali, che la successione indotta
{\displaystyle \Gamma (E_{0})\rightarrow \Gamma (E_{1})\rightarrow \cdots \rightarrow \Gamma (E_{N})}
sia un complesso ellittico. Introduciamo allora le somme dirette
{\displaystyle {\mathcal {E}}^{\bullet }=\bigoplus _{i=1}^{N}\Gamma (E_{i})}
{\displaystyle {\mathcal {L}}=\bigoplus _{i=1}^{N}L_{i}:{\mathcal {E}}^{\bullet }\rightarrow {\mathcal {E}}^{\bullet }}
e sia {\displaystyle {\mathcal {L}}^{*}} l'aggiunto di {\displaystyle {\mathcal {L}}}. Definiamo l'operatore ellittico {\displaystyle \Delta ={\mathcal {LL}}^{*}+{\mathcal {L}}^{*}{\mathcal {L}}}; come nel caso classico, questa definizione permette di considerare lo spazio delle sezioni armoniche
{\displaystyle {\mathcal {H}}=\{e\in {\mathcal {E}}^{\bullet }\mid \Delta e=0\}.}
Chiamiamo allora {\displaystyle H:{\mathcal {E}}^{\bullet }\rightarrow {\mathcal {H}}} la proiezione ortogonale e {\displaystyle G} la funzione di Green relativa a {\displaystyle \Delta }.
Il teorema di Hodge asserisce quindi che:
1. {\displaystyle H} e {\displaystyle G} sono ben definite.
2. {\displaystyle \mathrm {id} =H+\Delta G=H+G\Delta }
3. {\displaystyle {\mathcal {L}}G=G{\mathcal {L}}},{\displaystyle {\mathcal {L}}^{*}G=G{\mathcal {L}}^{*}}
4. La coomologia del complesso ellittico è canonicamente isomorfa allo spazio vettoriale delle sezioni armoniche, cioè {\displaystyle H(E_{j})\cong {\mathcal {H}}(E_{j})}, nel senso che ogni classe di coomologia ha un unico rappresentante armonico.

## Strutture di Hodge
È possibile dare una definizione astratta per una struttura di Hodge reale: se {\displaystyle W} è uno spazio vettoriale reale, una struttura di Hodge di peso {\displaystyle k} su {\displaystyle W} è una decomposizione in somma diretta di {\displaystyle W^{\mathbf {C} }=W\otimes \mathbf {C} } (la complessificazione di {\displaystyle W}) in sommandi {\displaystyle W^{p,q}} con {\displaystyle k=p+q}, in modo che la coniugazione complessa su {\displaystyle W^{\mathbf {C} }} scambi questo sottospazio con il sommando {\displaystyle W^{q,p}}.
Il risultato fondamentale in geometria algebrica prova quindi che i gruppi di coomologia singolare a coefficienti reali di una varietà proiettiva complessa {\displaystyle V} sono dotati di una simile struttura di Hodge, avendo {\displaystyle H^{k}(V)} la richiesta decomposizione in sottospazi complessi {\displaystyle H^{p,q}}. Passando alle dimensioni, e considerando i numeri del Betti {\displaystyle b_{k}}
{\displaystyle b_{k}=\dim H^{k}(V)=\sum _{p+q=k}h^{p,q},\,}
dove {\displaystyle h^{p,q}=\dim H^{p,q}.\,}
La successione {\displaystyle b_{k}} dei numeri del Betti diviene quindi un diamante di Hodge di numeri di Hodge che crescono in due direzioni.
Tale graduazione a doppio indice deriva inizialmente dalla teoria delle forme armoniche, che sono dei rappresentanti privilegiati in una coomologia di de Rham (generalizzando le funzioni armoniche, che devono essere localmente costanti in una varietà compatta, in virtù del principio di massimo). Nei lavori successivi (Dolbeault) è stato mostrato che la decomposizione di Hodge sopra illustrata può essere rivista nei termini dei gruppi di coomologia dei fasci {\displaystyle H^{q}(V,\Omega ^{p})} in cui {\displaystyle \Omega ^{p}} è il fascio delle {\displaystyle p}-forme olomorfe. Con questo procedimento viene data una interpretazione più algebrica della decomposizione di Hodge, senza far uso del laplaciano di Hodge.
Nel caso in cui la varietà non sia compatta o presenti delle singolarità, la struttura di Hodge deve essere rettificata tramite una struttura di Hodge mista, dove la somma diretta bigraduata viene sostituita da una coppia di filtrazioni. Un simile procedimento è tipicamente utilizzato, ad esempio, in questioni di monodromia.